# ويليام دبليو. بلانتون
ويليام دبليو. بلانتون (بالإنجليزية: William W. Blanton)‏ هو سياسي أمريكي، ولد في 11 مارس 1924، وتوفي في 4 أبريل 2014. حزبياً، نشط في الحزب الجمهوري. وقد انتخب عضو مجلس نواب تكساس.